# Naucleopsis capirensis
Naucleopsis capirensis är en mullbärsväxtart som beskrevs av C.C. Berg. Naucleopsis capirensis ingår i släktet Naucleopsis och familjen mullbärsväxter. Inga underarter finns listade i Catalogue of Life.